# Glomma
Glomma ali Glåma je najdaljša in najobsežnejša reka na Norveškem. S skupno dolžino 621 kilometrov ima porečje, ki v celoti pokriva 13 % površine Norveške, vse v južnem delu države.

## Zgodovina
V Glommi že od nekdaj plavijo les. Plavljenje je bilo na vrhuncu leta 1952, ko je skozi kalužo Glennetangen šlo 14 milijonov hlodov. To se je ustavilo šele leta 1985. V Eidetu je bil zgrajen lesni tunel za usmerjanje hlodov, ki so se spustili v Vestvannet naprej do Visterflo.
Plovna pot predstavlja 10 TWh letne proizvodnje električne energije, kar je pribl. 7 % proizvodnje hidroenergije na Norveškem (138 TWh leta 2015).
Glommo je okužila rakova kuga, populacija rakov jelševev pa si kljub dolgoletni prepovedi lova ni opomogla. Drugače je ribolov dober. Evropska ščuka, lipan, potočna postrv, velika ozimica (Coregonus lavaretus), navadni ostriž (Perca fluviatilis), rdečeoka, ploščič,  zelenika, smuč in šarenka so ribje vrste, ki jih lahko tu lovijo.
V Norveškem muzeju gozdov so postavili poplavne kamne z oznakami največjega pretoka vode ob večjih poplavah. 31. maja 1995 je reka prestopila bregove. 2. junija je bila reka 70 cm nad poplavo leta 1934 in 61 cm pod Storofsenom. Poplavni kamni so tudi pri Flisi in pri mostu Fossum v Askimu.

## Geografija
V svoji največji dolžini teče reka od jezera Aursund blizu Rørosa v Trøndelagu in se izliva v Oslofjord pri Fredrikstadu. Med glavnimi pritoki je reka Vorma, ki odmaka jezero Mjøsa in se združi z reko Glomma pri Årnesu v Nesu. Lågen se izliva v jezero Mjøsa, zbira drenažo velikega Gudbrandsdalena in znatno poveča pretok Glomme.
Ker teče skozi nekaj najbogatejših gozdnih območij, je bila skozi zgodovino največja norveška reka, po kateri so plavali hlodi. Kombinacija surovin, vodne moči in enostavnega transporta je skozi stoletja spodbujala industrijo ob Glommi. Nekateri največji proizvodni in predelovalni koncerni v državi so okoli njenega ustja, kjer so zaloge lesa in vodne energije podprte z odličnimi pristanišči.
Zgornja meja kmetij v dolini Glomma je spremenljiva, vendar običajno poteka približno 500 metrov v Østerdalnu, nekoliko nižje kot v Gudbrandsdalnu, kar odraža hladnejše podnebje. Drevesna meja s svetlim brezovim gozdom se v Østerdalnu dviga do približno 900 metrov. Nad Rørosom je gozd omejen na dno doline.
Zgornje rečne doline norveških rek imajo značilna imena, ki so ostanki prejšnjih kulturnih razlik, kot so gradbeni slogi, tradicionalna oblačila ali bunad in domače obrti. Zgornja dolina Glomme je Østerdal (ali vzhodna dolina).
Ob vstopu v jezero Øyeren pri Fetsundu je Glomma oblikovala največjo celinsko delto v Evropi, ki sega na nasprotno stran jezera, čez njegovo kratko os. Nekaj od ogromne količine mulja, ki ga Glomma odloži v jezeru Øyeren, se pridobi za izdelavo gradnikov LECA, ki se pogosto uporabljajo pri gradnji temeljev na Norveškem.

## Ime
Oblika imena Glomma se uporablja v okrajih Østfold in Akershus, medtem ko se v okrožjih Innlandet in Trøndelag reka imenuje (in piše) Glåma. Starejša oblika je bila Glaumr; drugo, v stari norveščini, je bilo Raumelfr, kar pomeni »glasen hrup« ali »grom« + "reka".
Več krajev je poimenovanih po reki, na primer Glåmdal in Glåmos.

### Potek
Severovzhodno od Aursundena začne Glomma svojo pot in gre mimo mesta Glåmos takoj za izhodom iz Aursundena. Pritok Orva, ki prihaja iz Orvsjøena, se izliva v Glåmo pri Orvosu. Zgornji del Glomme v Trøndelagu, vse do Aursundena, je bil leta 1993 zaščiten pred razvojem energije z ohranitvenim načrtom IV. za vodotoke.
Od Osa do Elveruma se dolina Østerdalen imenuje Glåmdalen. Reka in dolina sta med drugim dali ime Glomdalsmuseet v Elverumu, časopisu Glåmdalen in Kongsvinger in zadrugi Glommen Skog.
Najpomembnejši pritok v Hedmarku je Rena, ki izvira iz Rendalena in teče skupaj z Glommo pri Reni v Åmotu po vzporednem toku približno 165 kilometrov. 20 kilometrov južno od Alvdala je jez Høyegga, 175 metrov širok in 10 metrov visok betonski jez, kjer se voda iz Glomme v 28 kilometrov dolgem tunelu vodi do elektrarne Rendalen. Voda, ki se v Glommo dovaja prek reke Rena, tako delno izvira v Glommi.
Po izlivu v Akershus gre reka mimo elektrarne Funnefoss v Nesu in elektrarne Rånåsfoss v Sørumu.
Najpomembnejši pritok je Vorma (z odtokom Gudbrandsdalslågen in Mjøsa), ki teče skupaj z Glommo blizu Årnesa v Nesu. Ob izlivu reke je ruševina cerkve Nes iz 12. stoletja.
Pri Sørumsandu leži Bingsfoss, ki mu pravijo pravi biser v Glommi in kjer je tudi elektrarna. Nedre Romerike Vannverk (NRV) črpa vodo iz Bingsfossa in oskrbuje 100.000 naročnikov s pitno vodo.
Pri Fetsundu se reka izliva v jezero Øyeren.
Od Lillestrøma preko Gansvike do Fetsund lenserja, kjer je tudi informacijski center o naravi, vozi ladja za ogled znamenitosti. Ta ladja vozi poleti večkrat na dan.
Od izliva iz jezera Øyeren teče reka skozi pribl. 10 km dolg prelom z zelo strmimi skalnimi stenami na bregovih. Reka pade za 73 metrov v tem delu, ki teče v dokaj gladkem loku proti zahodu; tako imenovani Glommabuen. Prvotno so bile tu skoraj neprekinjene brzice in slapovi, zaradi česar je bila Glomma precej težko prehodna. Edini razmeroma miren del je bil pri Onstadsundu med Askimom in Spydebergom, kjer je stara kraljeva cesta med Oslom in državno mejo imela trajektno postajo. Danes Glommabuen urejajo tri velike elektrarne, z juga Vamma, Kykkelsrud in Solbergfoss.
V Grønsundu vzhodno od cerkve Eidsberg se Glomma razlije v široko, tiho smer z mokrišči. V tem delu zavzema dva pritoka z vzhodne strani; Hæra (znana tudi kot Mysenelva ali Lekumelva) in Rakkestadelva. Pri Furuholmenu v Varteigu se reka razcepi v dva toka, kjer vzhodni tok teče skozi Sarpsborg s Sarpefossen in naprej skozi Fredrikstad. Zahodni tok poteka skozi Mingevannet v Sarpsborgu, Isnesfjorden do Visterflo. Tok od Isnesfjorden do Visterfloja se imenuje Ågårdselva. Tik pred Visterflom se zahodni tok razcepi na dva dela, »glavni tok«, ki vodi do Rolvsøysunda, kjer se ponovno sreča z vzhodnim tokom Glomme, in manjši stranski tok, ki obide Skinnerflo v Rådeju, se razcepi na dvoje, kjer se en krak konča v Fredrikstad in en v Rådeju.
Med stranskimi rokavi in glavnim tokom Glomme se oblikuje več rečnih otokov, največja sta Tunøya in Rolvsøy. Tunøya je največji norveški rečni otok in veliki deli središča Sarpsborga so na tem otoku. Deli središča Fredrikstada so na Rolvsøyu.
Industrija v Sarpsborgu je prej v veliki meri temeljila na hidroenergiji iz Sarpefossena, najbolj vodnega slapa v severni Evropi, ki danes teče skozi središče mesta. Od leta 1908 do okoli leta 1980 so les tovorili po Glommi in v Fredrikstad, ko je bil v Sarpefossenu zgrajen lesni tunel.
Pod Sarpsborgom lahko po Glommi vozijo oceanska plovila. Tu sta dva mostova, most Sandesund z višino plovbe 30 m in most Fredrikstad z višino plovbe 39,5 metra.

### Elektrarne
Glomma je pomembna reka za proizvodnjo električne energije na Norveškem in vzdolž celotne Glomme so številne elektrarne. To so (od izvira navzdol):
Elektrarna Kuråsfoss, Ormhaugfossen, Braskereidfoss, Kongsvinger, Rendalen, Røstefoss, Skjefstadfoss I, Skjefstadfoss II, Strandfossen, Bingsfoss, Funnefoss, Rånåsfoss, Borregaard, Hafslund, Kykkelsrud Fossumfoss, Sarp, Solbergfoss in Vamma.
Predvidena je še elektrarna Tolga v občini Tolga v Hedmarku. V vlogi za dovoljenje je bilo ocenjeno, da bodo posledice za habitatne tipe in rastlinstvo, ptice in sesalce majhne do srednje negativne, odvisno od alternativ. Za ostale naravne razmere so posledice ocenjene med zanemarljivimi in zmerno negativnimi. Ko gre za življenje na prostem in turizem, so posledice med majhnimi in velikimi negativnimi, odvisno od alternative. Za družbo in lokalno gospodarstvo so razmere ocenjene kot srednje do zelo pozitivne.

## Znamenitosti ob Glommi
- Gorsko naselje Røros; na območju so pomembne kulturne dediščine, Rudarsko mesto Røros z kolico pa je na Unescovem seznamu svetovne kulturne dediščine. Mesto je v celoti zgrajeno iz lesa. Švedski vojaki so ga leta 1679 med skanijsko vojno popolnoma uničili, a so ga pozneje obnovili. Skupaj z okolico, Circumference (območje privilegijev, ki jih je dansko-norveški kralj leta 1646 podelil bakrenim tovarnam Røros), prikazuje življenje in delo v rudarskem mestu v surovem subarktičnem podnebju.[8]
- Hiša Aukrust (prej: Aukrustsenteret) v Alvdalu v Inlandetu in prikazuje risbe, slike in domišljijski svet Kjella Aukrusta. Muzej je bil slovesno odprt leta 1996.
- Jutulhogget je 2,4 kilometra dolga soteska v Alvdalu in Rendalenu v Østerdalnu v okraju Innlandet in je ena najdaljših sotesk v Severni Evropi.
- Norveški gozdarski muzej Anno v Elverumu je naravoslovni in kulturnozgodovinski muzej z nacionalno odgovornostjo za dejavnosti na prostem, kot so lov, ribolov s pastmi, športni ribolov, ribolov v celinskih vodah, gozdovi, gozdarstvo in gozdarska industrija ter kot upravljanje z naravo in življenje na prostem v najširšem pomenu.
- Glomdalsmuseet v Elverumu je eden največjih muzejev na prostem v regiji in tretji največji na Norveškem v smislu stavbne mase. Muzej je januarja 1911 ustanovil Magnus Hamlander.
- Trdnjavo Christiansfjeld pri Øverleiretu v Elverumu je leta 1683 zgradil feldmaršal Gustav Wilhelm Wedel Jarlsberg pod imenom Redoubt Hammersberg. Med obiskom kralja Kristijana V. 14. junija 1685 je bila trdnjava poimenovana Christiansfjeld. Danes območje zaznamujejo ruševine, park za frizbi golf in velik vodni stolp, ki oskrbuje središče Elveruma z vodo.
- Trdnjava Kongsvinger je bila zgrajena v letih od 1673 do 1784, začenši s predhodnico redute Vingersundet iz leta 1658 na zahodni strani Glomme pri Glommakneetu blizu Tråstada.
- Ženski muzej v Kongsvingerju je muzej o vlogi žensk v družbi skozi zgodovino.
- Ruševine cerkve Nes na rtu pri Vormsundu, kjer se srečata reki Vorma in Glomma v občini Nes v nekdanjem Akershusu, zdaj okrožju Viken. Cerkev je bila prvotno zgrajena iz kamna v romanskem slogu kot dolga cerkev verjetno v prvi polovici ali okoli sredine 12. stoletja.

- Elektrarna Rånåsfoss, zgrajena med letoma 1917–1922 je bila ena največjih in najsodobnejših za svoj čas in je s svojimi monumentalnimi zgradbami in inovativnimi tehnološkimi značilnostmi eden najpomembnejših kulturnih spomenikov v norveški proizvodnji električne energije.
- Urskog–Hølandsbanen; zgrajena leta 1896, je danes 3,6 najbolj zahodnih kilometrov proge od Sørumsanda do Fossuma in deluje kot muzejska železnica.
- Fetsund Lenser je nacionalni kulturni spomenik, plavajoči muzej in mokrišče na Glomminem izhodu v Øyerenu pri Fetsundu v občini Lillestrøm. Ustanovljen kot sortirnica lesa leta 1861 in se je zaprl, ko se je leta 1985 prenehalo splavljanje lesa po Glommi.
- Staro mestno jedro je najstarejši del Fredrikstada v Østfoldu. Ustanovljeno je bilo 12. septembra 1567 na vzhodni strani Glomme, kjer se reka razcepi v dva toka. Kralj Friderik II. Danski je podpisal pismo o ustanovitvi mesta in Fredrikstad je postal prvo norveško mesto, ustanovljeno po srednjem veku, in prvo, ki mu je kralj dovolil, da se poimenuje po kralju samem.
- Isegran fort er et fort beliggende på en 80 mål stor øy i Fredrikstad. Fortet omtales første gang i 1287 i islendingen Gottskalks annaler.